# Fovlum Kirke
Fovlum Kirke ligger i landsbyen Fovlum 2 km vest for Ullits og 7 km sydvest for Farsø.
Kirken består af skib, kor med apsis og våbenhus mod nord. Skib og kor er i romansk stil og med bjælkeloft med undtagelse af apsis, der har halvkuppelhvælving. Byggematerialet er granitkvadre. De to indgangsportaler er forsynet med halvsøjler og buefelt og ved den sydlige, nu tilmurede, portal er der over buen hugget forkroppen af et dyr mellem to små, bevæbnede mandsfigurer. Våbenhuset er fra 1879 og opført i romansk stil af røde mursten på granitsokkel.
På sydsiden af skibet findes en skakbrætsten med 4 vandrette og 7 lodrette rækker.
Altertavlen er fra 1633, mens prædikestolen er fra slutningen af 1500-tallet.
På kirkegården findes en klokkestabel, og indtil 1872 var der også en langdysse.
I 2012 blev kirken efter en restauration genindviet, med en ny altertavle, malt af kunstneren Anita Houvenaeghel (født 1945), som desuden har ny-farvelagt knæfald, prædikestol, bænke og loft for at skabe en farvemæssig helhed.